# Bighton
Bighton is een civil parish in het bestuurlijke gebied Winchester, in het Engelse graafschap Hampshire met 341 inwoners.